# Rige Records
Rige Records is een hardcore platenlabel en produceert alleen hardcore. Het is het moederlabel van  Megarave Records, Offensive Records, Hardcorps Records, X-Perimental Records, HTRV Records en Dutch Gabber Network Records. Het bedrijf is opgericht in 1990. Het hoofdkantoor is gevestigd in Poortugaal.

## Artiesten
- Retaliator
- Totmacha
- Base Alert
- Bass
- Bass-D & King Matthew
- Beholder
- Buzz Fuzz
- Catscan
- CHAOS
- Crime Lab
- Rotterdam Terror Corps